# Кръвта на поета
„Кръвта на поета“ (на френски: Le Sang d'un poète) е френски експериментален филм от 1932 година на режисьора Жан Кокто по негов собствен сценарий.
Филмът е сюрреалистичен експеримент без последователен сюжет, като включва четири обособени епизода, съставени от несвързани рационално случки и образи. Главните роли се изпълняват от Енрике Риверос, Ли Милър, Полин Картон.
„Кръвта на поета“ е финансиран от мецената Шарл дьо Ноай и е заснет през 1930 година, но заради скандала с друг сюрреалистичен филм, финансиран от Дьо Ноай, „Златният век“ на Луис Бунюел, премиерата му е отложена и е показан за пръв път през 1932 година.